# Клеанф
Клеанф (др.-греч. Κλεάνθης) из Асса (ок. 331/330, Асс, Малая Азия — ок. 230 до н. э., Афины) — древнегреческий философ-стоик, представитель Ранней (Древней) Стои, живший в середине III века до н. э., ученик Зенона Китийского после смерти которого — его преемник во главе стоической школы.

## Биография
В молодости был кулачным бойцом. Οк. 280 до н. э. пришёл учиться к Зенону: придя в Афины с 4 драхмами, уплатил их ему за право слушать его чтение, а по ночам носил воду и месил муку.
Из его многочисленных сочинений, кроме мелких отрывков, сохранён Стобеем «Гимн к Зевсу». Это самый большой текст, дошедший до нашего времени от Древней Стои. В этом произведении Вселенная «предстаёт одним большим живым существом, душа которого — Бог, а сердце — Солнце».
Клеанф известен главным образом тем, что обвинил в безбожии и потребовал изгнания автора гелиоцентрической системы Аристарха Самосского за то, что тот «сдвинул с места Очаг [Сердце] Вселенной», под которым Клеанф подразумевал, очевидно, Землю. Последовали ли греки совету Клеанфа, неизвестно.
По одной из версий, Апостол Павел цитирует Клеанфа в своей речи, произнесённой в Афинах, которая записана в 17-й главе книги Деяний Апостолов: «Как и некоторые из ваших стихотворцев говорили: 'мы Его и род'.» (Деян. 17:28) (по другим версиям, Павел цитирует провидца Эпименида, либо поэта Пиндара).
Клеанф первым из стоиков обратился к Гераклиту.
Самым значительным учеником Клеанфа был его преемник Хрисипп, начавший учиться у него ок. 260 г. до н. э..
Также у него, возможно, учился учившийся у Зенона Сфер Боспорский.
Клеанфу принадлежит переведенное на латынь Сенекой выражение «Ducunt volentem fata, nolentem trahunt» («Желающего судьба ведёт, нежелающего — тащит»).
По преданию Клеанф, следуя крайним принципам стоицизма, уморил себя голодом, совершив это, однако, в 100-летнем возрасте.